# Альфа Южного Треугольника
Альфа Южного Треугольника (α TrA, α Trianguli Australis) — ярчайшая звезда в южном околополярном созвездии Южного Треугольника, образующая вершину треугольника с бетой и гаммой созвездия, что и даёт ему название (лат. for southern triangle). Традиционное название звезды Атрия образовано сокращением от её обозначения Байера.
Альфа Южного Треугольника — яркий гигант с видимой звёздной величиной +1.91(видна невооружённым глазом). На основании измерения параллакса, эта звезда находится примерно в 391 световых годах (120 парсеках) от Земли. Возраст звезды оценивается в 48 млн лет; достаточно старая для массивной звезды, она расширяется в гиганта из главной последовательности. Масса звезды примерно в семь раз больше массы Солнца, но излучает в примерно 5500 раз больше излучения Солнца. Эффективная температура внешней оболочки звезды составляет 4150 К, что даёт характерный для класса K оранжевый оттенок. При диаметре в 130 раз большем, чем наше Солнце, она почти доходит до орбиты Венеры, если её поместить в центр солнечной системы.
Существуют факты, указывающие на то, что Атрия может быть двойной звездой. Наблюдаются необычные признаки для звезды этого класса, в том числе звёздные вспышки и рентгеновские излучения выше нормы. Объяснением может стать молодой, магнитно-активный спутник с классом близким к G0 V. Такая звезда может иметь массу близкую к солнечной и орбитальный период не менее 130 лет. У Молодыех звёзд класса G высокая температура короны и часто испускаемые вспышки вызывают внезапное увеличение в светимости. Пара может быть разделена примерно на 50 а.е.

## В культуре
Атрия изображена на флаге Бразилии и соответствует штату Риу-Гранди-ду-Сул.
В китайской астрономии звезду называли сань цзяо синь сань (кит. упр. 三角形三, пиньинь sān jiǎo xín sān) третья звезда в треугольнике.